# Parasiccia maculifascia
Parasiccia maculifascia är en fjärilsart som beskrevs av Moore 1878. Parasiccia maculifascia ingår i släktet Parasiccia och familjen björnspinnare. Inga underarter finns listade i Catalogue of Life.